# 27 мая
27 мая — 147-й день года (148-й в високосные годы) по григорианскому календарю.
До конца года остаётся 218 дней.
До 15 октября 1582 года — 27 мая по юлианскому календарю, с 15 октября 1582 года — 27 мая по григорианскому календарю.
В XX и XXI веках соответствует 14 мая по юлианскому календарю.

## Праздники и памятные дни
См. также: Категория:Праздники 27 мая

### Национальные
- Кыргызстан — День библиотек Киргизии[2].
- Нигерия — Всемирный день ребёнка.
- Россия:
  - Общероссийский день библиотек[3].
  - День рождения Санкт-Петербурга.

### Религиозные
Православие
- память праведного Иоанна Русского (1730);
- память мученика Исидора Хиосского (251);
- память блаженного Исидора, Христа ради юродивого, Ростовского чудотворца (1474);
- память святителя Никиты, затворника Печерского, епископа Новгородского (XII в.);
- память мученика Максима Азийского (ок. 250);
- память преподобного Серапиона Синдонита (V в.);
- память святителя Леонтия, патриарха Иерусалимского (1175);
- память священномученика Петра Рождествина, пресвитера (1939);
- празднование в честь икон Божией Матери:
  - Теребенской (Теребинской) (1654);
  - Ярославской Печерской (1823).

### Именины
- Православные: Леонтий, Максим, Пётр, Никита, Серапион.

## События
См. также: Категория:События 27 мая

### До XIX века
- 453 — Лю Цзюнь становится императором Южной Сун, убив старшего брата Лю Шао.
- 1199 — римский папа Иннокентий обложил первым прямым папским налогом духовенство.
- 1328 — после смерти младшего сына Филиппа IV Красивого — Карла IV Красивого, который стал последним представителем династии Капетингов, на французский престол вступил двоюродный брат Карла Филипп VI — первый король из династии Валуа.
- 1358 — Лайош Великий выпустил устав Дубровника — Дубровницкой республики под формальной властью венгерской короны[6].
- 1644 — У Саньгуй пропустил войска маньчжурского регента Доргоня через проход в Великой Китайской стене ради борьбы с крестьянской армией Ли Цзычэна[7].
- 1647 — в Массачусетсе казнена (повешена) первая ведьма — Элс Янг (Alse Young).
- 1657 — Священная Римская империя обязалась помочь Польше в борьбе с украинским казачеством.
- 1703 — заложена Петропавловская крепость. День основания города Санкт-Петербурга.
- 1795 — основана первая государственная общедоступная библиотека в России — Императорская публичная библиотека (Российская национальная библиотека).

### XIX век
- 1821 — основана Николаевская астрономическая обсерватория.[источник?]
- 1831 — в Новой Мексике исследователь Дикого Запада Джедедайя Смит убит своими индейскими спутниками.
- 1859 — Шемахинское землетрясение, после которого губернский центр был перенесён в Баку.
- 1873 — жители острова Принца Эдуарда приняли решение о присоединении к Канаде.
- 1883
  - В Москве, на Красной площади, открылось здание Исторического музея.
  - В Успенском соборе Кремля состоялось венчание на царство императора Александра III. Сделана первая электрическая иллюминация колокольни Ивана Великого, а площадь вокруг храма Христа Спасителя осветили дуговыми лампами[8].
- 1895 — английский изобретатель Бирт Акрес запатентовал кинопроектор.
- 1900 — на парламентских выборах в Бельгии впервые в мире была испробована система пропорционального представительства.

### XX век
- 1905 — Русско-японская война: началось Цусимское сражение.
- 1911 — в Санкт-Петербурге состоялась «Вторая международная авиационная неделя» (14-го по ст.ст.).
- 1916 — президент США Вудро Вильсон призвал после войны создать Лигу Наций.
- 1920 — образование Татарской АССР.
- 1922 — Ватикан выступил с резкой критикой планов создания еврейского государства на территории Палестины.
- 1926 — в городке Ганнибал (шт. Миссури) воздвигнут памятник Гекльберри Финну и Тому Сойеру.
- 1929 — в Москве у здания Малого театра открыт памятник драматургу А. Н. Островскому.
- 1930 — Ричард Дрю[англ.] запатентовал «прозрачную целлофановую липкую ленту» — скотч. Новинку использовали для защиты стекла автомашины при покраске.
- 1931 — первый в мире полёт человека на стратостате совершили швейцарские учёные О. Пикар и П. Кипфер.
- 1933 — состоялась премьера мультфильма Уолта Диснея «Три поросёнка».
- 1934 — в СССР введено звание «заслуженный мастер спорта».
- 1937 — в Сан-Франциско торжественно открылся мост «Золотые ворота».
- 1938 — правительство Канады национализировало Банк Канады.
- 1940
  - Вторая мировая война: Бельгия подписала акт о капитуляции.
  - Вторая мировая война: началась операция «Динамо» (эвакуация из Дюнкерка английских экспедиционных частей).
  - Вторая мировая война: резня в Ле-Парадиз, солдаты дивизии СС «Мёртвая голова» убили около 100 британских военнопленных.
  - Первое покушение на Льва Троцкого, окончившееся неудачей.
- 1941 — Вторая мировая война: последний бой «Бисмарка» — британским флотом потоплен германский линкор Bismarck, после чего германский военно-морской флот сконцентрировал усилия на подводной войне.
- 1949 — принято постановление Комитета по делам искусств при Совете Министров СССР о смене руководства Камерного театра режиссёра Александра Таирова и перестройке художественно-творческой и производственной деятельности театра «в духе неуклонного выполнения постановления Центрального Комитета партии „О репертуаре драматических театров и мерах по его улучшению“».
- 1950 — теледебют Фрэнка Синатры на канале NBC.
- 1953 — столкновение двух самолётов Ли-2 в районе Кемерова. Погибли 27 человек.
- 1956 — открыта советская полярная станция «Пионерская».
- 1960 — в Турции совершён военный переворот.
- 1964 — начало гражданской войны в Колумбии.
- 1969 — основана рок-группа «Машина времени».
- 1971 — в присутствии 103 тысяч зрителей состоялся прощальный матч Льва Яшина.
- 1973 — СССР присоединился к Женевской конвенции об охране авторских прав. Началась эпоха авторского права.
- 1977
  - На Кубе, близ Гаваны, разбился советский Ил-62. Погибли 68 человек. Это крупнейшая авиакатастрофа в истории Кубы на то время.
  - Утверждён Государственный гимн СССР, просуществовавший до распада СССР в 1991 году.
  - вышел сингл панк-группы Sex Pistols God Save the Queen. Песня была сразу же запрещена для британского радиовещания, но тем не менее заняла первое место в списках бестселлеров.
- 1981 — финал Кубка европейских чемпионов: в Париже «Ливерпуль» обыграл «Реал Мадрид» и завоевал трофей третий раз за последние пять лет.

- 1987

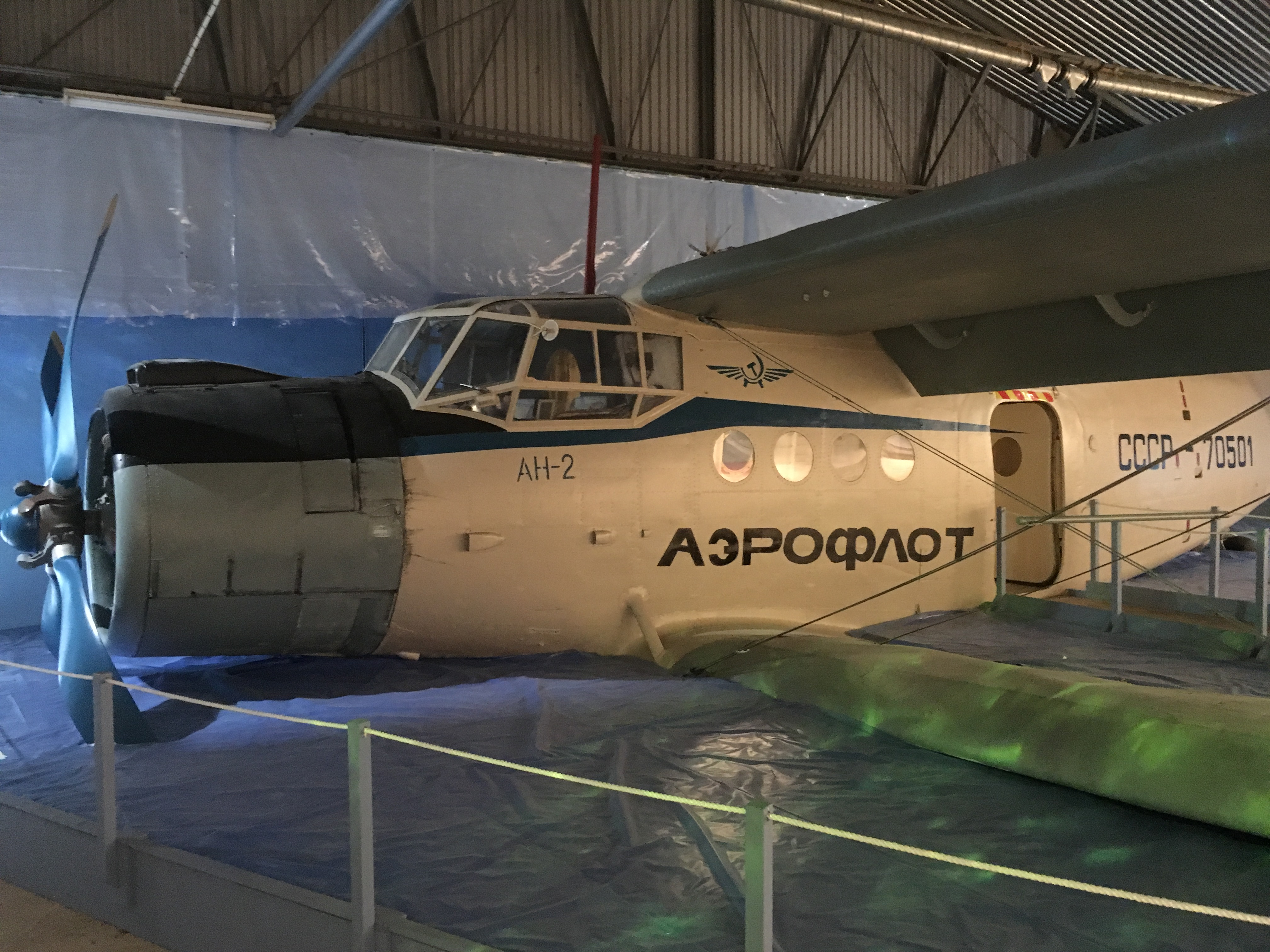
Самолёт Свистунова в музее Готланда

  - В Москве создана группа «Мегаполис».
  - Побег Романа Свистунова на сельскохозяйственном самолёте в Швецию.
  - Финал Кубка европейских чемпионов 1987: «Порту» обыграл «Баварию» в Вене (2:1) и впервые завоевал трофей.
- 1988 — компания Microsoft выпустила Windows 2.1x.
- 1989 — Юрий Афанасьев на съезде народных депутатов СССР выступил с речью об «агрессивно-послушном большинстве».
- 1992 — страны Большой семёрки приняли решение о создании специального фонда для поддержания падающего российского рубля.
- 1993 — отмена в России уголовного преследования за мужеложство.
- 1994
  - Александр Солженицын вернулся в Россию спустя двадцать лет после изгнания.
  - Создана группа «Сплин».
- 1997 — в Париже подписан Основополагающий акт о взаимных отношениях между Российской Федерацией и НАТО.
- 2000
  - Израильский шекель и мексиканское песо вошли в список свободно конвертируемых валют, используемых при расчётах в международной межбанковской системе CLS.
  - Министерство связи Туркменистана отозвало лицензии у всех частных интернет-провайдеров в республике.

### XXI век
- 2007 — на безальтернативных президентских выборах в Сирии победил действующий глава государства Башар Асад, получив 99,8 % голосов.
- 2009 — финал Лиги чемпионов УЕФА: «Барселона» третий раз в истории выиграла трофей, победив «Манчестер Юнайтед» (2:0).
- 2016
  - инцидент с Boeing 777 в Токио.
  - Барак Обама стал первым президентом США, посетившим Мемориальный парк мира в Хиросиме и встретившимся с Хибакуся
- 2017: 
  - Эндрю Шир сменил Рону Эмброуз на посту лидера Консервативной партии Канады и лидера оппозиции.
  - Катастрофа L-410 в Лукле[англ.]. 2 из 3 членов экипажа транспортного самолёта погибли.
- 2022 — Собор Украинской православной церкви.

## Родились
См. также: Категория:Родившиеся 27 мая

### До XIX века
- 1332 — Ибн Хальдун (ум. 1406), арабский мусульманский философ, историк, социальный мыслитель.
- 1584 — Михаэль Альтенбург (ум. 1640), немецкий богослов и композитор.
- 1626 — Вильгельм II Оранский (ум. 1650), принц Оранский.
- 1651 — Луи-Антуан де Ноай (ум. 1729), французский кардинал, архиепископ Парижа.
- 1756 — Максимилиан I (ум. 1825), курфюрст Баварии (1799—1806), король Баварии (с 1806), из династии Виттельсбахов.
- 1772 — Мария Ленорман (ум. 1843), французская гадалка и прорицательница.
- 1794 — Корнелиус Вандербильт (ум. 1877), американский корабельный и железнодорожный магнат.

### XIX век
- 1841 — Лиодор Пальмин (ум. 1891), русский поэт и переводчик.
- 1843 — Дмитрий Самоквасов (ум. 1911), русский археолог, историк права, архивовед.
- 1848 — митрополит Никифор (в миру Николай Петрович Асташевский; ум. 1937), епископ Русской православной церкви, митрополит Новосибирский.
- 1867 — Калеб Брэдхем (ум. 1934), американский фармацевт, бизнесмен, изобретатель безалкогольного напитка Pepsi.
- 1871 — Жорж Руо (ум. 1958), французский живописец и график, представитель фовизма и экспрессионизма.
- 1877 — Айседора Дункан (ум. 1927), американская танцовщица-новатор.
- 1879 — Карл Бюлер (ум. 1963), немецкий психолог и лингвист.
- 1882 — Камо (наст. имя Симон Аршакович Тер-Петросян; погиб в 1922), российский профессиональный революционер.
- 1884 — Макс Брод (ум. 1968), немецкоязычный чешский и израильский писатель, философ, критик.
- 1888 — Луи Дюрей (ум. 1979), французский композитор и общественный деятель.
- 1889 — Александр Лорх (ум. 1980), советский селекционер, один из зачинателей селекции и сортоиспытания картофеля в СССР.
- 1890 — Константин Иванов (ум. 1915), чувашский поэт, классик чувашской литературы.
- 1892 — Артур Бергер (ум. 1981), советский художник кино.
- 1894
  - Вера Орлова (урожд. Аренская; ум. 1977), российская и советская актриса театра и кино.
  - Луи-Фердинанд Селин (наст. фамилия Детуш; ум. 1961), французский писатель.
  - Дэшил Хэммет (ум. 1961), американский писатель, автор детективов («Красная жатва», «Стеклянный ключ», «Мальтийский сокол» и др.).
- 1895 — Пантелеймон Сазонов (ум. 1950), советский режиссёр и художник мультипликационного кино.
- 1897 — Джон Дуглас Кокрофт (ум. 1967), английский физик, лауреат Нобелевской премии по физике (1951).

### XX век
- 1903 — Елена Благинина (ум. 1989), советская детская поэтесса, переводчица.
- 1904 — Владимир Легошин (ум. 1954), советский кинорежиссёр.
- 1907 — Рэйчел Луиз Карсон (ум. 1964), американский биолог океана, деятельница в сфере охраны природы.
- 1912 — Джон Чивер (ум. 1982), американский писатель.
- 1918 — Ясухиро Накасонэ (ум. 2019), премьер-министр Японии (1982—1987).
- 1922
  - Отто Кариус (ум. 2015), немецкий танкист-ас времён Второй мировой войны.
  - Кристофер Ли (ум. 2015), английский киноактёр и певец, мастер озвучивания фильмов.
- 1923 — Генри Киссинджер (ум. 2023), американский государственный деятель, лауреат Нобелевской премии мира (1973).
- 1929 — митрополит Владимир (в миру Владимир Саввич Котляров) (ум. 2022), митрополит Санкт-Петербургский и Ладожский.
- 1930 — Джон Барт (ум. 2024), американский писатель-постмодернист.
- 1931 — Бернар Фрессон (ум. 2002), французский киноактёр.
- 1932 — Геннадий Шатков (ум. 2009), советский боксёр, олимпийский чемпион (1956), двукратный чемпион Европы.
- 1934
  - Михаил Любимов, советский разведчик и писатель шпионского жанра, отец журналиста Александра Любимова.
  - Олег Попцов (ум. 2022), советский и российский журналист, писатель, политик, крупный деятель телевидения.
  - Вячеслав Шалевич (ум. 2016), актёр театра и кино, народный артист РСФСР.
  - Харлан Эллисон (ум. 2018), американский писатель-фантаст и сценарист.
- 1936 — Луис Госсетт (ум. 2024), американский актёр, обладатель премии «Оскар».
- 1937 — Андрей Битов (ум. 2018), русский писатель, поэт, сценарист, общественный деятель, правозащитник.
- 1944 — Кристофер Джон Додд, американский политик, сенатор от штата Коннектикут (1981—2011).
- 1948 — Александр Волков, советский и российский лётчик-космонавт, Герой Советского Союза.
- 1949 — Александр Лосев (ум. 2004), советский и российский певец, солист группы «Цветы».
- 1951 — Ана Белен (наст. имя Мария Дель Пилар Куэста Акоста), испанская актриса театра, кино и телевидения, певица.
- 1952 — Роберт Йетс, американский серийный убийца.
- 1954 — Евгений Бунимович, российский поэт, педагог, общественный деятель.
- 1955 — Михаил Волков, советский и российский математик
- 1956 — Джузеппе Торнаторе, итальянский кинорежиссёр, сценарист, продюсер, обладатель премий «Оскар» и BAFTA.
- 1957 — Челси Филд, американская актриса и танцовщица.
- 1958 — Дмитрий Филимонов, советский и российский актёр.
- 1960 — Александр Башлачёв (ум. 1988), русский поэт, автор и исполнитель песен.
- 1962 — Михаил Борзыкин, советский и российский рок-музыкант, певец, автор песен, основатель группы «Телевизор».
- 1963 — Мария Валлизер, швейцарская горнолыжница, трёхкратная чемпионка мира, двукратная обладательница Кубка мира.
- 1964 — Андрей Жегалов (ум. 2007), один из ведущих российских кинооператоров.
- 1967 
  - Пол Гаскойн, английский футболист, полузащитник, бронзовый призёр чемпионата Европы (1996).
  - Мария Шукшина, советская и российская киноактриса и телеведущая, заслуженная артистка РФ.
- 1970 — Джозеф Файнс, английский актёр театра, кино и телевидения.
- 1971 — Пол Беттани, английский актёр театра, кино и телевидения.
- 1975 — Джейми Оливер, английский повар, ресторатор, телеведущий, автор книг по кулинарии.
- 1985 — Марко Анттила, финский хоккеист, олимпийский чемпион (2022), двукратный чемпион мира (2019 и 2022).
- 1987 — Мартина Сабликова, чешская конькобежка, трёхкратная олимпийская чемпионка.
- 1988 — Андрей Расторгуев, латышский биатлонист, призёр чемпионата мира.
- 1989 — Алёна Заварзина, российская сноубордистка, чемпионка мира (2011).
- 1990 — Крис Колфер, американский актёр кино и телевидения, лауреат премии «Золотой глобус» и др. наград.
- 1997 — Леони Бек, немецкая спортсменка, многократная чемпионка мира в плавании на открытой воде.
- 1999 — Лили-Роуз Депп, актриса и модель, дочь Джонни Деппа и Ванессы Паради.

## Скончались
См. также: Категория:Умершие 27 мая

### До XIX века
- 366 — Прокопий (р. 325), римский император-узурпатор в 365—366.
- 453 — Лю Шао (р.426), 4-й император Южной Сун.
- 1525 — Томас Мюнцер (р. ок. 1490), немецкий гуманист и теолог, руководитель крестьянского восстания.
- 1564 — Жан Кальвин (р. 1509), швейцарский религиозный реформатор, основатель кальвинизма.
- 1707 — Маркиза де Монтеспан (Франсуаза-Атенаис де Монтеспан; р. 1640), в 1667—1683 гг. официальная фаворитка короля Франции Людовика XIV, мать его семерых детей.
- 1762 — Александр Баумгартен (р. 1714), немецкий философ, автор термина эстетика.
- 1797 — казнён Гракх Бабёф (наст. имя Франсуа Ноэль Бабёф; р. 1760), французский революционер, коммунист-утопист.

### XIX век
- 1814 — Иван Акимов (р. 1755), русский живописец, академик и директор (1796—1799) Императорской Академии художеств.
- 1840 — Никколо Паганини (р. 1782), итальянский скрипач-виртуоз, композитор.
- 1855 — Николай Бестужев (р. 1791), капитан-лейтенант русского флота, декабрист, историограф флота, писатель, художник.
- 1896 — Александр Столетов (р. 1839), русский физик, заслуженный профессор Московского университета.

### XX век
- 1910 — Роберт Кох (р. 1843), немецкий врач и микробиолог, лауреат Нобелевской премии по физиологии или медицине (1905).
- 1926 — Сречко Косовел (р. 1904), словенский поэт, прозаик и публицист.
- 1960 — Джеймс Монтгомери Флэгг (р. 1877), американский художник, автор плаката с дядей Сэмом "I Want You".
- 1964 — Джавахарлал Неру (р. 1889), лидер национально-освободительного движения в Индии.
- 1973 — Михаил Миллионщиков (р. 1913), советский физик, академик, организатор науки.
- 1976 — Александр Фрумкин (р. 1895), советский физикохимик, академик, основоположник электрохимической кинетики.
- 1980 — Феликс Миронер (р. 1927), советский кинорежиссёр и сценарист.
- 1987 — Джон Говард Нортроп (р. 1891), американский биохимик, лауреат Нобелевской премии по химии (1946).
- 1989 — Арсений Тарковский (р. 1907), советский поэт и переводчик, отец кинорежиссёра Андрея Тарковского.

### XXI век
- 2001 — Николай Ерёменко-младший (р. 1949), советский и российский актёр театра и кино, кинорежиссёр, народный артист РФ.
- 2002 — Виталий Соломин (р. 1941), актёр театра и кино, сценарист, народный артист РСФСР.
- 2012 — Джонни Тапиа (р. 1967), американский боксёр-профессионал, пятикратный чемпион мира по боксу.
- 2017 — Грегг Оллман (р. 1947), американский певец, музыкант, автор песен, участник группы The Allman Brothers Band.
- 2023 — Илья Кабаков (р. 1933), советский и американский художник-концептуалист.
- 2024
  - Штефан Бирталан (р. 1948), румынский гандболист, тренер и государственный деятель в сфере спорта. Двукратный чемпион мира (1970 и 1974).
  - Билл Уолтон ( р. 1952), американский профессиональный баскетболист; двукратный чемпион НБА, в Зале славы баскетбола (1993).

## Приметы
Сидор огуречник. День посева льна и огурцов. На Сидора отойдут все сивера (холода). Если холодный северный ветер — холодное лето.